# Rajon Halytsch (Lwiw)
Der Rajon Halytsch (ukrainisch Галицький район/Halyzkyj rajon; russisch Галицкий район/Galizki rajon) ist einer der sechs Stadtrajone der westukrainischen Stadt Lemberg.

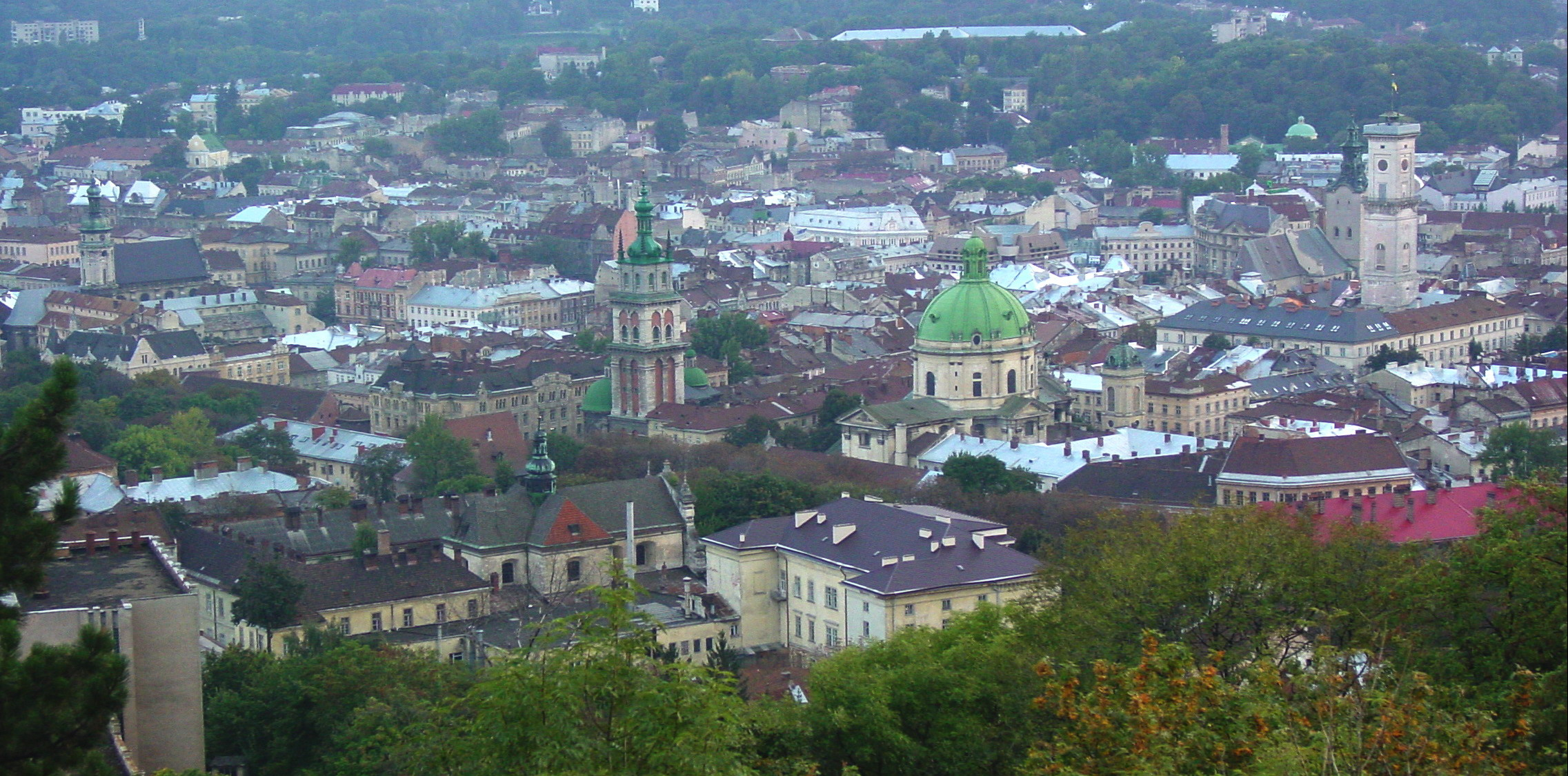
Blick auf Teile des Rajons

Der Name leitet sich vom Namen des Fürsten Daniel von Halytsch (wiederum von der Burg Halitsch abgeleitet) ab, er befindet sich im Zentrum der Stadt Lemberg und umfasst die Stadtteile/Stadtviertel:
- Seredmistja (Середмістя; polnisch Śródmieście)
- Zytadel (Цитадель; polnisch Cytadela)
- Sofijiwka (Софіївка; polnisch Zofiówka)
- Snopkiw (Снопків; polnisch Snopków).

Der Rajon in seinen heutigen Grenzen entstand erst am 10. Februar 2000 als die Werchowna Rada beschloss, den großteils durch Neubauten gewachsenen Stadtteil Sychiw als eigenen Rajon Sychiw auszugliedern. Ein Vorgänger des Rajons wurde am 5. April 1951 begründet und trug den Namen Rajon Lenin, dessen Name wurde am 11. Oktober 1991 im Zuge der Unabhängigkeit der Ukraine in Rajon Halytsch geändert.